# Cihuri
Cihuri es un municipio de la comunidad autónoma de La Rioja (España). Se sitúa en el noroeste de la provincia, a orillas del río Tirón. Cuenta con una población de 200 habitantes (INE 2024).

## Toponimia
Al igual que otros muchos topónimos de La Rioja su nombre proviene del euskera, constando el mismo de dos términos: De zubi que significa «puente», y (h)uri que tiene por significado «villa o lugar poblado». Por tanto, el significado completo del término sería «la villa del puente». Sin duda hace referencia al célebre puente romano que caracteriza el lugar. Algunas apariciones del topónimo con diferentes grafías en la documentación antigua son las siguientes: Zufiuri en 947, 1052, 1098 y 1184, Zufior en 1077, Zofiuri o Zufiori en 1095, Sotihori 1121, Zofiuri 1163 y entre 1181-1199, Zohifuri 1196, Zophiuri 1199,  Zuhuri 1299, etc.

## Historia
El año 947 el conde castellano Fernán González, donó al monasterio de San Millán de la Cogolla, un monasterio dedicado a la advocación de San Juan Bautista situado en Zufiuri, a la ribera del río Tirón y poco después este mismo conde dio título de villa a la población y la donó también al Monasterio de San Millán. Esto traería conflictos en siglos posteriores entre los habitantes de la villa y los frailes por ir contra su voluntad. La villa paso a llamarse Cihuri de San Millán. Los abades de San Millán se venían titulando señores de la villa, con todos los privilegios que ello suponía y con las atribuciones para elegir alcalde pedáneo.
A mediados del siglo XI, el rey Fernando I de Castilla, confirmó la cesión que hiciera Fernán González a San Millán y la amplió con la donación de tierras, viñas, huertos, prados, frutales y molinos de Cihuri.
En 1075 con motivo de la cesión realizada por el monarca Sancho Garcés IV de Navarra y su mujer Placencia al monasterio de San Millán, de una granja de Urturi y otro lugar llamado Zagazabar, ahora llamado Zaharra, en zonas cercanas a Ciguri.
El nombre del pueblo,así como la mayoría de la Rioja alta proviene del vascuence antiguo, traduciéndose algo así como villa franca;  zihur Uri, zihur significante de seguro y Uri antiguo nombre de la llanada alavesa de muchos pueblos traduciéndose a sitio o ciudad. También es probable que el origen del nombre provenga del puente romano sito en el lugar, y que los pobladores entonces vascoparlantes conociesen al lugar como zufi-uri, o pueblo del puente.
En 1077 se produce un litigio entre el Monasterio de San Millán y los vecinos de Cihuri, Pelayo Sarracínez y Gonzalo Sarracínez por negarse a cumplir sus obligaciones de colonos con el monasterio. Alfonso VI remitió la causa al merino, y este la resolvió a favor de San Millán, pero el asunto tardó en quedar resuelto. La disconformidad de los Sarracínez con la justicia les alentó a matar al enviado real y a emprender una inmediata huida de Cihuri.
En 1080 los señores Orbita Aznares y Sancho Ortiz, ceden al monasterio de San Millán sus propiedades en el monasterio de Albiano, cercano a Cihuri.
A finales del siglo XIX la villa dejó de pertenecer al Monasterio de San Millán.
Cihuri formó parte del partido judicial de Santo Domingo de la Calzada.

## Geografía humana

### Demografía
Cuenta con una población de 200 habitantes (INE 2024).
| Gráfica de evolución demográfica de Cihuri entre 1842 y 2021                                                          |
| |
| Población de derecho según los censos de población del INE. Población de hecho según los censos de población del INE. |

Cihuri era una pequeña localidad de unos 400 habitantes, pero durante el éxodo rural de los años 70 y 80 el pueblo sufrió un descenso demográfico dejándolo por debajo de los 200 habitantes, llegando a su punto más crítico en el año 2001 con 160 habitantes. Desde principios de siglo XXI, gracias a la construcción de nuevas viviendas, su cercanía de Haro, así como la buena comunicación del municipio a través de transporte público, han hecho que el municipio haya ganado población de una forma gradual. Además esto ha hecho que familias jóvenes se instalen en el municipio parando el envejecimiento de la población.

## Economía

### Evolución de la deuda viva
El concepto de deuda viva contempla sólo las deudas con cajas y bancos relativas a créditos financieros, valores de renta fija y préstamos o créditos transferidos a terceros, excluyéndose, por tanto, la deuda comercial.
Entre los años 2008 a 2014 este ayuntamiento no ha tenido deuda viva.

## Administración
| Periodo   | Nombre                         | Partido |
| --------- | ------------------------------ | ------- |
| 1979-1983 | Marciano Velasco Arranz        | CD      |
| 1983-1987 | Juan Bautista Valgañon Abaigar | AP      |
| 1987-1991 | Fermín Gómez Comunión          | AP      |
| 1991-1995 | Antonio Conde Ruiz             | PP      |
| 1995-1999 | Antonio Conde Ruiz             | PP      |
| 1999-2003 | Neftalí Isasi Gómez            | PP      |
| 2003-2007 | Neftalí Isasi Gómez            | PP      |
| 2007-2011 | Neftalí Isasi Gómez            | PP      |
| 2011-2015 | Neftalí Isasi Gómez            | PP      |
| 2015-2019 | Neftalí Isasi Gómez            | PP      |
| 2019-2023 | Neftalí Isasi Gómez            | PP      |

## Patrimonio

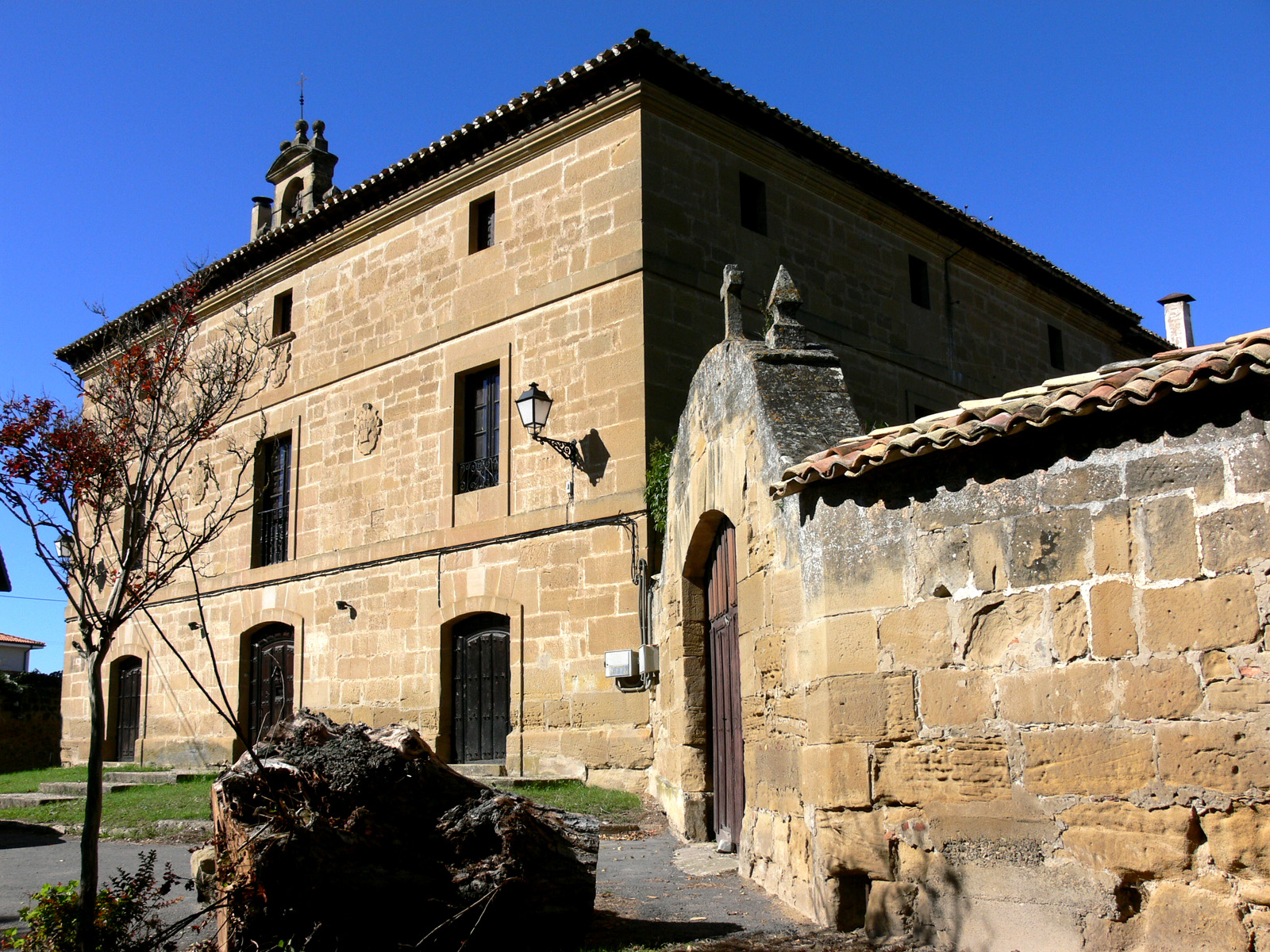
Casa del Priorato

- Iglesia de San Juan Bautista: Construcción neoclásica del siglo XIX. El retablo del altar mayor fue fabricado en la primera mitad del siglo XVIII y es de estilo barroco.

- Casona del Priorato: Casa blasonada del siglo XVII con escudo del Monasterio de San Millán situada fuera del núcleo urbano. Era la sede del priorato predilecto que tenía el monasterio de San Millán de la Cogolla, para su abastecimiento de vino y peces. Aquí también pasaban temporadas los abades de San Millán para guardar reposo. Se tienen referencias escritas desde el año 1080.[6]

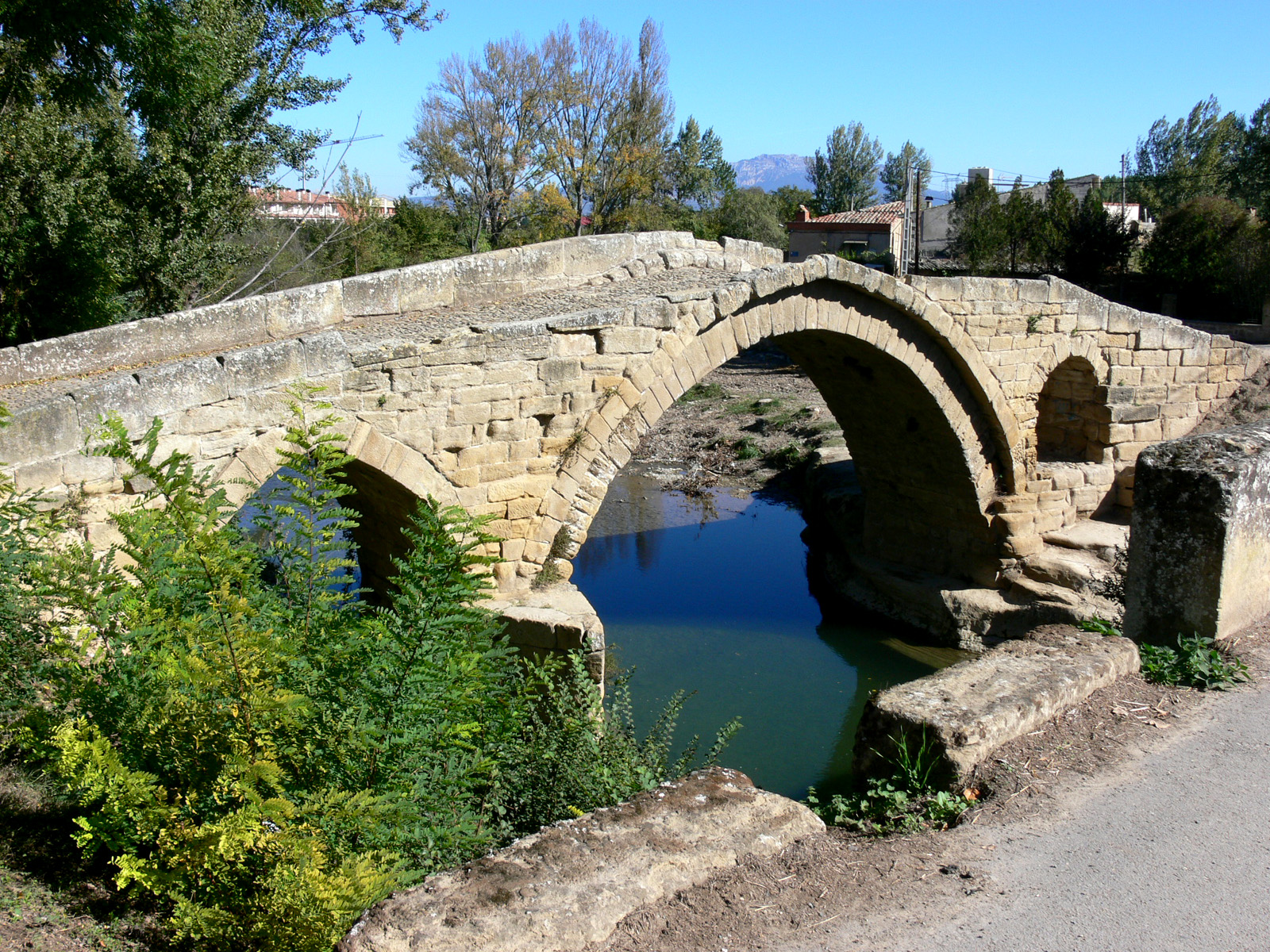
Puente romano sobre el río Tirón

- Puente romano: Puente de piedra de sillería sobre el río Tirón. Este puente es el que da origen a la villa de Cihuri, puesto que el nombre de la localidad significa villa del puente. Está situado junto a la Casa del Priorato. Fue rehecho en la Edad Media. Fue declarado Bien de Interés Cultural en la categoría de Monumento el 26 de febrero de 1982.[7][8]

## Fiestas
- 15 de mayo, festividad de San Isidro Labrador. Se realiza una romería al cerro de la Esclavitud, situado a 2 km del núcleo urbano cerca de los montes Obarenes, donde cuenta la leyenda que en una gruta apareció la imagen de la Virgen y esta es denominada desde entonces de la Esclavitud. En su honor y junto con la imagen de San Isidro, se celebra misa en el propio cerro, seguida de comida campestre, charangas y bailes.
- 6 al 9 de agosto, siendo el día principal el 7 de agosto, en honor de San Clemente.
- El tercer sábado de septiembre se celebran las Fiestas de Gracias.